# Dieter Büttner

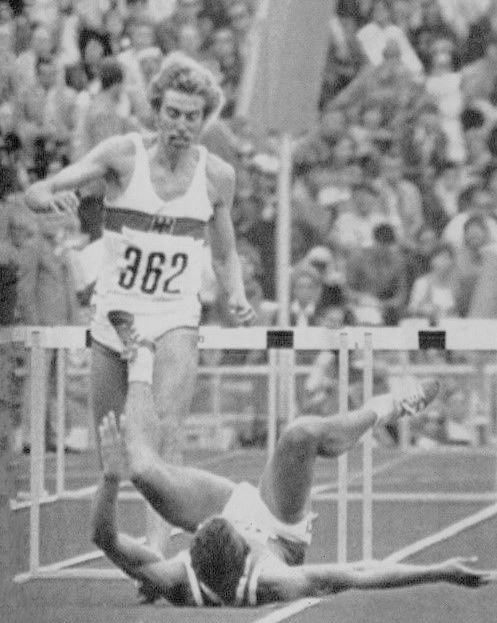
Dieter Büttner (links) und Christian Rudolph bei den Olympischen Sommerspielen 1972

Dieter Wolfgang Büttner (* 24. Februar 1949 in Celle) ist ein ehemaliger deutscher Leichtathlet und Olympiateilnehmer.
Büttner startete für den SV Bayer 04 Leverkusen. Bei einer Körpergröße von 1,91 m betrug sein Wettkampfgewicht 80 kg.
1971 wurde er mit 49,76 Sekunden Deutscher Meister im 400-Meter-Hürdenlauf. Bei den Europameisterschaften 1971 verfehlte er mit 50,09 Sekunden das Podium nur knapp und belegte Platz vier. 1972 stellte er als Deutscher Meister mit 49,21 Sekunden im Münchner Olympiastadion seine persönliche Bestleistung auf. Einen Monat später stürzte er bei den Olympischen Spielen im Zwischenlauf über den ostdeutschen Teilnehmer Christian Rudolph, der sich unmittelbar zuvor einen Achillessehnenriss zugezogen hatte.
Dieter Büttner war nach Ende seiner Leichtathletikkarriere Lehrer am Franken-Gymnasium Zülpich sowie am Städtischen Gymnasium Lechenich und unterrichtete Sport, Erdkunde sowie evangelische Religion. Anfang 2012 zog er sich von allen Ämtern und Lehrtätigkeiten zurück. Er lebt heute in der Eifel.